# Narendra Patel
Pour les articles homonymes, voir Patel.
Narendra Babubhai Patel (né le 11 mai 1938) est un obstétricien britannique et pair crossbencher, et ancien chancelier de l'Université de Dundee.

## Jeunesse
Patel est né à Lindi, Tanganyika (aujourd'hui Tanzanie), le 11 mai 1938, d'émigrants indiens gujarati et étudie la médecine au Queen's College, Université de St Andrews, (maintenant l'Université de Dundee) et obtient son diplôme en 1964 . Il travaille pendant plus de trente ans à l'hôpital Ninewells de Dundee, devenant obstétricien consultant en 1974. Il s'intéresse à l'obstétrique à haut risque, le travail prématuré, le retard de croissance fœtale, l'épidémiologie obstétricale et la qualité des normes de santé et de prestation clinique.

## Carrière
Patel devient membre du Collège royal des obstétriciens et gynécologues en 1969 et Fellow en 1988 . Il est élu membre de la Royal Society of Edinburgh en 1999 . Il est président de l'Academy of Medical Royal Colleges of Scotland de 1994 à 1995 et de l'Academy of Medical Royal Colleges du Royaume-Uni de 1996 à 1998 . Il est président du Collège royal des obstétriciens et gynécologues de 1995 à 1998, après avoir été secrétaire honoraire de 1987 à 1992 et vice-président de 1992 à 1995 .
Lord Patel est vice-président de l'association caritative Attend  de 2012 à 2014, date à laquelle il est élu président de l'organisation.
Patel reçoit un titre de chevalier dans les distinctions honorifiques de l'anniversaire de la reine en 1997 et est créé pair à vie le 1er mars 1999, en tant que baron Patel, de Dunkeld à Perth et Kinross. Il est vice-président du groupe parlementaire multipartite sur les services de maternité depuis 2002 et du groupe sur les services d'infertilité depuis 2003, ainsi que président du comité directeur sur les cellules souches depuis 2003. Il est membre du comité des sciences et de la technologie depuis son élévation.
En 2006, Lord Patel est nommé chancelier de l'Université de Dundee. Dans le cadre de son investiture, il choisit de décerner des diplômes honorifiques à la baronne Cox et au professeur Anna Glasier.
Le jour de la Saint-André, le 30 novembre 2009, Lord Patel est nommé à l'Ordre du Chardon par la reine Élisabeth II. Lord Patel est le premier asiatique nommé dans les 322 ans d'histoire de l'Ordre.
Il est patron de SafeHands for Mothers, une organisation caritative basée au Royaume-Uni dont la mission est d'améliorer la santé maternelle et néonatale en exploitant le pouvoir du visuel, à travers la production de films .